# Vázquez de Seixas
Antigua y noble familia oriunda de Friol (Lugo) en el antiguo reino de Galicia. Se encuentran documentados datos sobre este linaje ya en el siglo XII. Proceden del lugar de Seixas en parroquia de Merlán ayuntamiento de Palas de Rei, en lo alto del "Corno do Boi", entre Friol y Toques.
Allí existió la fortaleza del Castro das Seixas, así como el cercano Hospital das Seixas, que daba cobijo a los peregrinos que por el Camino Real de Oviedo se dirigían a Santiago
Esta familia tiene su casa principal en el castillo-fortaleza de San Paio de Narla (Friol). Otro solar de este apellido es el Pazo de Brates en Arzúa (La Coruña) y el Pazo do Monte (Friol), antiguo Palatium de los caballeros de este linaje. Miembros de este linaje pasaron después a Portugal, Castilla y Andalucía, donde se castellanizó su grafía de formas diversas.

## Personajes
Uno de los más conocidos miembros de esta familia fue don Vasco de Seixas, señor jurisdiccional de San Paio, Osera, Chantada, Ferreira, Samos, Sobrado y Eiré. Era hijo de Pedro das Seixas, Ricohombre del rey San Fernando. Era también propietario de la encomienda de San Esteban de Chouzán, el coto de San Lorenzo de Rivas de Miño y otros del monasterio de Sobrado, así como de la Bailia de San Fiz do Hermo en tierras de Mellid, Abeancos y Ventosa. 
En el siglo XIV Vasco de Seixas participó en la lucha dinástica de los Trastámara, en favor de Don Enrique, conquistando mercedes para sí y su familia, quedando repartido el espacio señorial lucense entre Seixas, Ulloas, Lemos, Saavedras, Pardos y Toboadas.
Otro representante de este linaje fue don Vasco de Seixas "el mozo", que vivió en el siglo XV y que fue señor del Castillo de Seixas, de la Casa Solar del Castro das Seixas, de San Paio de Narla y del coto de Bustelo en la parroquia de San Martiño dos Condes (Friol). Su hermano Fernán Vázquez de Seixas "el mayor" fue uno de los caballeros más poderosos de Galicia. Se alzó con gran parte de los estados de Vasco López de Ulloa. Fernán fue también señor de San Paio de Narla y de la casa de Bustelo.
A través de varios enlaces con algunas de las familias más importantes y poderosas de Galicia, los Vázquez de Seixas adquirieron los cotos de Damil y Felmíl, la Fortaleza de Tovar en tierras de Lorenzana, casas de Maceda y Ordóñez y otros mayorazgos anejos.
A partir del siglo XVII comenzó la vinculación de esta familia con la villa de Betanzos, de la que don Antonio de Seixas y Mendoza fue Alférez Mayor y Regidor. A esta rama pertenece también Monseñor Francisco de Aguiar Vázquez de Seixas y Ulloa, Obispo de Michoacán y Arzobispo de Nueva España.

## Armas
Los de Galicia traen en campo de gules tres palomas de plata mal ordenadas.
- Datos: Q6165212